# Мальцева Курья
Мальцева Курья — посёлок в Бийском районе Алтайского края России. Входит в состав Усятского сельсовета.

## География
Посёлок находится в восточной части Алтайского края, в южных пределах Бийско-Чумышской возвышенности, на берегах реки Курья, на автодороге 01К-34, на расстоянии 26 км (по прямой) к востоку от города Бийск, административного центра района.

### Климат
Умеренный континентальный. Самый холодный месяц: январь (до −54 °C), самый тёплый: июль (до +39 °C). Годовое количество осадков составляет 450—500 мм.

## Население
| 1997 | 1998 | 1999 | 2000 | 2001 | 2002 | 2003 |
| ---- | ---- | ---- | ---- | ---- | ---- | ---- |
| 246  | ↗264 | ↗362 | ↘263 | ↘258 | ↘238 | ↗260 |
| 2004 | 2005 | 2006 | 2007 | 2008 | 2009 | 2010 |
| ↘242 | ↗243 | ↘216 | ↗221 | ↘216 | ↗233 | ↘215 |
| 2011 | 2012 | 2013 |      |      |      |      |
| ↘213 | ↘204 | ↘194 |      |      |      |      |

### Национальный состав
Согласно результатам переписи 2002 года, в национальной структуре населения русские составляли 95 % из 238 чел.

## Инфраструктура
В посёлке функционируют фельдшерско-акушерский пункт и клуб.